# ニュースウィークリー
『ニュースウィークリー』は、NHK総合テレビジョンで1981年4月12日から1990年3月25日まで生放送されたニュース番組である。

## 内容
1週間の国内外の重要なニュースを簡潔にまとめるとともに、NHK各放送局から提供された身近な話題や注目の人物などを取り上げるトピックスも交えた映像マガジン形式のニュース番組だった。
スタートからの4年間は、日曜22時台の放送でアナウンサーのナレーションのみで進行した。その際、アナウンサー名は表示されなかった。また放送回数をオープニングではなくエンディングで表示していたことも特徴だった。
1985年、日曜朝の視聴者参加型の音楽番組として長年にわたって放送されてきた『あなたのメロディー』の後番組として日曜11時台に移動。内容も刷新してアナウンサーを顔出しにして伝える方式に改めた。アナウンサーには明石勇、石戸谷健一など当時の『7時のニュース』の週末担当のアナウンサーが掛け持ちで務めた。なお、放送回数の表示はこの際に廃止された。
番組は、1990年に終了したが、1週間のニュースをまとめて伝える番組は、その後『NHKモーニングワイド』、『NHKニュースおはよう日本』の週末版の一コーナーや1994年スタートの『週刊こどもニュース』が放送された。特に『週刊こどもニュース』は対象としていた小中学生のほかに高齢者を中心とした大人にも多く見られていたことから1999年、新たに大人向けの週刊ニュースとして『NHK週刊ニュース』がスタートした。

## 放送時間
- 1981年4月-1984年3月:原則日曜22:30-22:45
- 1984年4月-1985年3月:原則日曜22:00-22:15（『視点』と枠を入れ替え）
- 1985年4月-1990年3月:原則日曜11:00-11:20

## 出演者

### 日曜22時台
- 加賀美幸子
- 名取将

ほか

### 日曜11時台
- 明石勇
- 石戸谷健一

ほか